# Lactalis
Lactalis es una empresa multinacional de productos lácteos propiedad de la familia Besnier y con base en Laval, Mayenne, Francia. La empresa es la mayor productora de lácteos del mundo y la segunda alimentaria en Francia por detrás de Danone. Al grupo pertenecen marcas como Puleva, Sorrento, Société, Bridel, Président, Rachel's Organic y Valmont. Tras la compra de Parmalat en 2011, Lactalis se convirtió en el primer grupo mundial de productos lácteos.

## Historia
André Besnier fundó una pequeña empresa productora de queso en 1933 y lanzó su marca Président de Camembert en 1968. En 1990 adquirió el grupo Bridel (con dos mil trescientos empleados, diez fábricas y cuarta empresa del sector lácteo en Francia), que estaba presente en sesenta países. En 1992 adquirió la empresa estadounidense Sorento y en 1999 la société Besnier pasó a llamarse le groupe Lactalis, perteneciente al holding BSA International SA, con base en Bélgica. En 2006 compraron el grupo italiano Galbani y en 2008 la fabricante suiza de queso Baer. En 2010 se hizo con la parte quesera de la compañía Forlasa y posteriormente ejecutó la compra de la compañía láctea Puleva, al grupo Ebro Foods por 630 millones de euros. En 2011 adquiere el grupo lácteo italiano Parmalat.

## Cifras
Lactalis tuvo unas ventas globales en 2008 de 9,35 mil millones de euros, 5,6 miles del millones de euros (el 60%) fuera de Francia. Lactalis da trabajo a treinta y ocho mil personas, dieciséis mil fuera de Francia con un total de cuarenta y cuatro centros de producción.

## Marcas
El grupo opera ocho divisiones:
- Lactalis quesos con President - Rouy - Lepetit - Bridélight - Galbani - Rondelé - Munster's Little Friends
- Lactalis mantequilla y cremas con President - Bridélice - Bridélight - Primrose
- Lactel con Awakening - Day after day - Morning Light
- Lactalis AOC con Pochat - Istara - Beulet - Salakis - Lanquetot - Roquefort Société - Golden Ball - Lou Pérac - The Ruby - Raguin - The Stone Bridge
- Lactalis consumo AFH con President - Society - Bridel - Locatelli
- Lactalis industria con BBA - Calciane - Prolacta
- Tendriade Veal con Tendriade - Eurovo - Voréal
- Lactalis International con President - Sorrento - Valbreso - Galbani - Locatelli - Invernizzi
- LNUF con The Milkmaid - Yoco - Flanby - Sveltesse - Vienna - Greek Yogur - Kremly - BA - Fold

## Controversias

### Business en Italia
Rai 3 y PresaDiretta emitieron un reportaje especial titulado "Italia en venta," que pone de relieve cómo el sector agroalimentario italiano, de norte a sur, ha sido objeto de adquisiciones por parte de multinacionales y fondos de inversión extranjeros. El foco estuvo puesto en las industrias lácteas y queseras, especialmente en productos icónicos como la mozzarella y el Parmigiano Reggiano, que han sido adquiridos por el gigante francés Lactalis. La investigación examinó las operaciones en las plantas de Parmalat en Collecchio, Nuova Castelli en Reggio Emilia y Alival en Reggio Calabria y Toscana.
El informe concluyó que Lactalis buscaba incorporar los productos DOP y marcas italianas, como Galbani, Parmalat, Leerdammer, Castelli, Invernizzi y, más recientemente, Ambrosi, en su cartera global. La empresa pretendía aprovechar la presencia internacional de Parmalat en África y América Latina, mientras cerraba fábricas consideradas innecesarias, como Alival en Calabria y Toscana, lo que generó críticas sobre la falta de responsabilidad social.
Lactalis enfrentó una reacción significativa por su decisión de cerrar dos plantas de producción, una en San Gregorio, Reggio Calabria, y otra en Ponte Buggianese, en Toscana. El cierre, que afectó a 80 trabajadores y sus familias en Calabria, fue ampliamente condenado por figuras locales y sindicatos debido al impacto negativo en la economía de la región. Lactalis, que adquirió la marca Alival a través del grupo Castelli, justificó los cierres citando dificultades financieras agravadas por la pandemia y las crisis internacionales. A pesar de las protestas, la planta de San Gregorio cerró oficialmente en enero de 2023, con solo 4 de los 84 empleados que fueron reubicados.
El periodista Klaus Davi criticó duramente esta decisión, afirmando: “El cierre de la planta de Lactalis en Reggio Calabria es una vergüenza indefendible. Enviar a 80 trabajadores a casa, empujando a 80 familias a la pobreza en una ciudad como Reggio, no es un asunto menor, especialmente en un momento en el que se celebra la excelencia alimentaria italiana.”
En contraste, el gobierno regional de Toscana actuó rápidamente y, con la participación de empresarios locales, logró crear condiciones favorables para recontratar a los trabajadores de la planta de Ponte Buggianese. Gracias a este acuerdo, 45 de los 56 trabajadores serán reempleados, evitando la incertidumbre que enfrentaron sus colegas en Calabria.

### Sanciones y productos contaminados
En 2015 la Comisión Nacional de Mercados y la Competencia (CNMC) de España impuso al Grupo Lactalis Iberia una multa de 11,6 millones de euros por conductas anticompetitivas. Varias empresas del sector lácteo fueron sancionadas en el mismo expediente por haber concertado el reparto del mercado de aprovisionamiento de leche cruda “en una infracción única y continuada desde al menos el año 2000 hasta el año 2013 incluido".
En diciembre de 2017 Francia ordena una retirada masiva de productos de Lactalis en toda Europa por numerosos casos de salmonelosis en bebés.